# Nachalnik Kamchatki
Nachalnik Kamchatki (en ruso: Начальник Камчатки, en español: El Jefe de Kamchatka) es el tercer álbum de la banda soviética Kino. Fue lanzado en 1984. El título del álbum es un juego de palabras basado en la película soviética de 1967 El Jefe de Chukotka (Начальник Чукотки), no obstante dado que Viktor Tsoi pasó gran parte de su vida trabajando en la caldera de un departamento en Leningrado, kamchatka significa caldera en el dialecto local, por lo que el significado literal sería jefe de la sección de calderas. Fue el primer álbum no acústico del grupo.

## Historia
El álbum supuso un giro importante en la dirección del grupo -en parte debido a la influencia del productor en Tsoi- pues se abandonó el estilo acústico de los 2 álbumes previos, adoptándose elementos de reggae, blues y -sobre todo- de música electrónica. De alguna forma se podría decir que estos cambios lo convirtieron en el verdadero álbum debut, más incluso que 45, ya que sentó las bases para los trabajos posteriores del grupo (aunque en ellos los elementos característicos de este disco se fueron descartando). Esto fue muy impactante para el público, que estaba acostumbrado al estilo anterior, y que no entendió del todo el nuevo estilo electrofolk, por el que se mostró en cierto modo escéptico con el nuevo álbum (de hecho, la prensa especializada bromeaba sobre el mismo, llamándolo como la atmósfera de cierto tipo de aburrimiento). Para las pistas electrónicas se utilizó un teclado de juguete de 3 octavas traído de Moscú.

## Pistas del álbum
1. "Последний герой" / Posledni geroi / El último héroe
2. "Каждую ночь" / Kazhduyu noch / Todas las noches
3. "Транквилизатор" / Trankvilizator / Tranquilizante
4. "Сюжет для новой песни" / Siuzhet dlia novoi pesni / Tema para una nueva canción
5. "Гость" / Gost / Invitado
6. "Камчатка" / Kamchatka
7. "Ария мистера Х" / Ariya mistera X / Aria de Mr. X (basado en la opereta de Emmerich Kálmán La princesa del circo)
8. "Троллейбус" / Trolleibus / Trolebús
9. "Растопите снег" / Rastopite sneg / Derrite la nieve
10. "Дождь для нас" / Dozhd dlya nas / Lluvia para nosotros
11. "Хочу быть с тобой" / Hochu byt s toboi / Quiero estar contigo
12. "Генерал" / General
13. "Прогулка романтика" / Progulka romantika / La caminata de un romántico

## Músicos
- Víktor Tsoi - Voz, Guitarra
- Yuri Kasparyan - Guitarra líder, coro
- Aleksandr Titov - Bajo
- Boris Grebenshchikov - Batería, coro

Personal adicional
- Serguéi Kuriojin - Teclado
- Piotr Troshchenkov - Percusión
- Vsevolod Gakkel - Cello
- Georgy Guryanov - Percusión
- Igor Butman - Saxofón

El disco salió en junio de 1984 y tardó 3 semanas en hacerse. Aunque el baterista de la banda, Guryanov, sale en los créditos, estuvo ausente en la grabación y sólo apareció en la última canción, haciendo de percusionista.